# Société d'habitation du Québec
La Société d'habitation du Québec est un organisme gouvernemental québécois dont la mission est de « répondre aux besoins en habitation des citoyens du Québec par une approche intégrée et durable. ».

## Missions
Pour ce faire, la Société d'habitation du Québec (SHQ) soutient les citoyens québécois par :
- une offre de logements à loyer modique et abordables;
- un éventail de programmes soutenant la construction, la rénovation et l’adaptation résidentielles, et l’accession à la propriété;
- des services d’information et d’accompagnement en matière d’habitation.

Elle favorise une approche intégrée et durable de l’habitation sur le territoire québécois afin :
- de soutenir le développement d’une offre variée de logements de qualité et abordables;
- de stimuler le développement, l’innovation et la concertation en matière d’initiatives publiques et privées;
- de mener, dans toutes ses sphères d’activité, des interventions répondant aux principes de développement durable.

Également, elle conseille le gouvernement sur les besoins des citoyens, la situation du marché immobilier et les priorités en habitation.
Dans l’accomplissement de sa mission, la SHQ préconise une approche qui assure la cohérence des interventions en habitation, la cohésion de ces dernières avec les grandes missions et orientations de l’État ainsi que la concertation avec l’ensemble des acteurs impliqués. Son approche intégrée et durable prend en considération les dimensions sociale, économique et environnementale de l’habitation. À cet égard, la SHQ adhère notamment aux principes d’occupation et de vitalité des territoires ainsi que de développement durable.

## Historique
Jusqu'en 1981 la SHQ était uniquement habilitée à opérer les programmes explicitement spécifiés dans sa loi constitutive. La Loi modifiant la Loi sur la Société d'habitation du Québec, sanctionnée le 18 juin 1981 mais qui entre en vigueur le 1er mai 1981 élargit largement son rôle et lui permet d'opérer tout programme qui lui est confié par le gouvernement et modifie ses pouvoirs d'expropriation.
Le 13 mai 1986, le gouvernement du Canada et le gouvernement du Québec signent l'Entente-cadre Canada Québec sur l'habitation sociale qui prévoit que seul le gouvernement du Québec gère les programmes d'habitation sociale au Québec, sauf sur les réserves indiennes où le gouvernement du Canada continue d'intervenir seul,.
À partir du 1er avril 1987 la SHQ reprend le mandat du ministère de l'Habitation et de la Protection du consommateur relatif à l'étude des besoins, priorités et objectifs du secteur de l'habitation au Québec (notamment les conditions d'habitation de la population) et en stimuler le développement.
À la suite de l'Entente de 1986, le mandat de la SHQ est recentré sur les clientèles les plus défavorisés et le ministre Yvon Picotte note en mai 1990 que 18 309 unités de logement social ont été initiées depuis 1986.

## Programmes

### Aide au logement social

#### Programme de logements sans but lucratif
Le programme de logement sans but lucratif (aussi appelé HLM) est destiné à aider les ménages à faible revenus à occuper un logement à faible coût, dans le parc public ou privé subventionné.

#### AccèsLogis
AccèsLogis est un programme en 3 volets créé en 1997 par la SHQ visant à aider « les coopératives d’habitation, les offices d’habitation et les organismes ou les sociétés acheteuses à but non lucratif [à] réaliser des projets d’habitation sociale et communautaire avec une contribution de leur milieu »,.

#### Aide financière
La SHQ administre également deux programmes d'aide financière:
- Le programme de supplément au loyer (PSL) fournit une aide financière aux propriétaires qui hébergent des ménages à faibles revenus. Ces derniers paient un loyer inférieur au prix du marché (en principe 25 % de leurs revenus plus certaines charges) et la SHQ compense le propriétaire du différentiel avec le loyer convenu ;
- Le programme d'allocation-logements (PAL) aide les ménages à faibles revenus en leur fournissant une aide financière pour couvrir une partie de leurs dépenses liées au logement. L'aide peut atteindre un montant maximum de 80 $ par mois.

### Rénovation domiciliaire
La SHQ administre également plusieurs programmes d'aide à la rénovation domiciliaire dont notamment:
- Le programme d'adaptation de domiciles (PAD) qui accorde une aide financière pour des travaux d'adaptation aux personnes handicapées ;
- RénoRégion (PRR) qui accorde une aide financière en milieu rural ;
- Programme d'amélioration des maisons d'hébergements (PAMH) qui concerne les maisons d'hébergements reconnues par le Ministère de la Santé et des Services sociaux ;
- Rénovation Québec (PRQ) soutient les municipalités dans la revitalisation des secteurs résidentiels.

### Anciens programmes

#### Logipop (1977-1987)
Le programme « Logipop » est instauré en 1977 pour accorder des subventions à la construction de logements communautaires par des coopératives d'habitation ou la conversion de logements en coopératives. Le programme est élargi aux organismes sans but lucratif en 1984. 
Le programme est aboli en 1987 et remplacé par le « Programme de logement sans but lucratif privé » (PSBL-P) administré conjointement par la SHQ et la Société canadienne d'hypothèques et de logement (SCHL).

#### Logirente (1980-1997)
Le programme « Logirente » est instauré en 1980 pour fournir une aide au loyer aux personnes âgées de 57 ans (65 ans à la création du programme) ou plus. Le financement du programme est intégralement assuré par le gouvernement du Québec. La subvention couvre 75 % de la partie du loyer qui excède 30 % du revenu du ménage locataire,.
Le Parti québécois promet avant les élections générales de 1981 d'étendre le programme aux personnes âgées de 55 à 64 ans. Dans un premier temps le ministre des Finances Jacques Parizeau annonce dans le budget 1984 que le programme est ouvert aux personnes de 60 ans et plus à partir du 1er octobre 1984,.
Lors de la campagne pour les élections générales de 1989 le Parti québécois mené par Jacques Parizeau propose d'élargir l'éligibilité du programme aux personnes de 55 ans à 59 ans pour un coût annuel estimé à 10 millions de dollars. Lors du budget du 14 mai 1992 le ministre des Finances Gérard D. Levesque annonce l'abaissement de l'âge d'éligibilité de 60 à 55 ans à raison d'un an par année écoulée. L'élargissement est appliqué jusqu'en 1995, les personnes de 57 ans et plus y sont alors éligibles. L'éligibilité des personnes de 56 ans est cependant discrètement abandonnée en janvier 1996 et ne sera jamais appliquée.
Le programme est définitivement arrêté le 30 septembre 1997 lorsqu'il est combiné au programme de prestations spéciales d'allocations-logements du ministère de l'Emploi et de la Solidarité pour former le nouveau Programme d'Allocation-logement (PAL).

#### Corvée-Habitation (1982-1984)
En avril 1982, le gouvernement du Québec tient un sommet économique et annonce la constitution d'un nouveau programme nommé « Corvée-Habitation », dans un contexte de récession profonde marquée par la morosité de la construction domiciliaire et de taux d'intérêts très élevés. 
La Loi visant à promouvoir la construction domiciliaire est adoptée le 23 juin 1982 et institue un organisme sans but lucratif appelé Corvée-Habitation qui gère un fonds abondé par les entreprises, travailleurs de la construction, institutions financières et le gouvernement du Québec et destiné à accorder des taux d'intérêts préférentiels à l'achat de logements neufs,. À partir du 30 juin 1982, une surtaxe sur le capital de 0,3 % est imposée aux banques refusant de participer au programme. Cette surtaxe, prévue pour durer jusqu'au 1er juillet 1985, est finalement abolie le 15 novembre 1983.
Le taux préférentiel initialement proposé par le programme en juillet 1982 était de 13,5 %, nettement inférieur au taux du marché fixé à 19 % à la même époque. Lors d'une deuxième phase démarrée en décembre 1982 le taux préférentiel est abaissé à 11,5 %.
Dans son budget pour 1983, le ministre des Finances Jacques Parizeau pointe le succès du programme dans sa première année mais relève que la chute des taux d'intérêts amorcée en 1982-83 rend le programme moins avantageux. Le budget annonce plusieurs initiatives renforçant le programme et d'autres aides au logement:
- L'abaissement du taux préférentiel à 9,5 % ;
- Une subvention additionnelle de 2 000 $ pour les achats de logements neufs fait avant le 1er janvier 1984 ;
- Une subvention conditionnelle de 1 000 $ peut être obtenue si un montant équivalent est versé par la municipalité où se situe le logement acheté. Cette subvention a été supprimée le 15 juillet 1984[25];
- Plusieurs modifications sont apportées aux règles du Régime enregistré d'épargne-logement.

Une dernière phase du programme est lancée le 15 juillet 1984 avec un taux d'intérêt de 9,5 % garanti sur 3 ans pour les achats de logements neufs faits avant le 31 décembre 1984. Le programme est officiellement achevé depuis le 31 décembre 1984 mais l'organisme continue en 1985 et 1986 de recevoir des demandes pour des transactions effectuées avant cette date. Les contributions des employeurs et employés de la construction ont continué jusqu'en octobre 1985 pour financer les garanties du programme qui allaient jusqu'au 31 décembre 1987.
Le programme a eu un impact nettement positif sur les mises en chantier en 1983 (+ 72 % par rapport à 1982 contre + 11 % dans le reste du Canada) et 1984 ayant permis au total la construction de 55 900 logements additionnels.
L'organisme Corvée-Habitation a été définitivement dissout le 1er mai 1986, date à laquelle la SHQ a repris la gestion du programme.

#### AMI (1988-1992)
Le ministre des Finances Gérard D. Levesque annonce dans le budget 1988 la mise en place d'un nouveau programme appelé « Aide à la mise de fonds » (AMI) qui vise à faciliter l'accession à la propriété des familles primo-accédantes. Le gouvernement garantit et règle pendant 7 ans les intérêts sur un prêt pouvant atteindre 10 % de la valeur de l'hypothèque à concurrence de 7 000 $. La période d'admissibilité au programme s'achève le 31 mars 1992 et le programme est définitivement clôturé en 1999,.

#### Mon taux, mon toit (1991)
Claude Ryan, alors ministre des Affaires municipales, annonce le 24 janvier 1991 les modalités d'un nouveau programme d'aide à la construction domiciliaire appelé « Mon taux, mon toit ». Ce programme, comme Corvée-Habitation qui l'a précédé, prévoit deux possibilités à l'acheteur d'un logement neuf construit entre le 1er janvier et le 31 décembre 1991 (mais seulement si les fondations sont aménagées avant le 30 septembre 1991) :
- Soit un taux d'intérêt préférentiel garanti à 8,5 % pour trois ans, le gouvernement couvrant la différence entre le taux garanti à l'acheteur et le taux du marché ;
- Soit une subvention égale à 4,5 % du prix d'acquisition (hors TPS) à concurrence de 5 000 $[31].

Le programme ne s'applique qu'aux résidences dont le prix est sous une des limites fixées par le gouvernement. Plusieurs municipalités annoncent au début de l'année 1991 vouloir compléter le programme du gouvernement provincial par des incitatifs additionnels pour stimuler la construction.
Afin d'améliorer l'accessibilité de l'immobilier aux ménages à faibles revenus, le ministre fédéral de l'Habitation Alan Redway (en) annonce le 1er mars 1991 que la subvention du programme est admise dans la mise de fonds pour une maison neuve,.
Le programme s'achève en mars 1992 et a connu un net succès, un sondage mené par la SHQ montrait en 1993 que 76 % des acheteurs de maisons neuves en 1991 au Québec avait profité du programme Mon taux, mon toit.

#### Premier toit (1994-1995)
Le programme « Premier toit » est annoncé par Jean Campeau, ministre des Finances, lors d'une déclaration ministérielle faite le 21 décembre 1994. Contrairement aux programmes précédents, le programme ne garantit pas un taux d'intérêt préférentiel mais un crédit d'impôt de 20 % sur les intérêts payés à l'achat d'un logement neuf. Le programme comporte également un crédit d'impôt de 10 % sur certaines rénovations faites sur un logement existant.
Le programme, administré conjointement par la SHQ, le ministère des Finances et le ministère du Revenu ne rencontre pas le succès escompté et des modifications sont rapidement apportées pour élargir les critères d'accessibilité au programme. Le secteur de la construction résidentielle et de l'immobilier ne repart pas alors que la prévision de mises en chantiers pour 1995 n'excède pas 13 000 unités (contre 42 000 en 1987),.